# Bréjaude
La brejauda en occità és la sopa més emblemàtica de la cuina llemosina, a Occitània, feta principalment a base de col, i també pot fer-se amb poma i cansalada. El seu nom ve de brejar (forma nord-occitana de "bregar"), esmicolar la cansalada, que fon amb la resta de la sopa, on hi resta la cotna o brejon.
És una sopa que, com passa a la cuina menorquina es menja amb pa. Per servir-la cal primer omplir els plats amb abundants llesques de pa, llavors es reparteix primer el brou, de manera que el pa el xucli bé i s'infli, i finalment es distribueixen per sobre les verdures. Se sol tirar una mica de pebre negre molt a la fi. Com ocorre amb altres sopes occitanes de pagès, per exemple la garbura gascona, la tradició diu que una cullera hauria d'aguantar-se verticalment si es punxa a la sopa.
Tradicionalment se serveix en recipients de terrissa bombats i amb la boca una mica estreta. Es menja ben calenta, a taula, dempeus o en un banc al portal de casa. Se sol acabar fent chabrol, és a dir, afegint una mica de vi i bebent el que queda com si el recipient fos un got. Alguns consideran important menjar el brou (amb el pa) a part de les verdures, com fem a l'escudella i carn d'olla de la cuina catalana.
La brejauda tradicional es coïa en una marmita de ferro d'uns 4-5 litres de capacitat, que penjava sobre el foc del cantou, i la cansalada es fon prèviament en una paella gran, també de ferro, anomenada pelhon ("paelló")."